# ハッタ (アラブ首長国連邦)
ハッタ（アラビア語: حتا、英語: Hatta）は、アラブ首長国連邦ドバイ首長国の飛び地。人口は14,985人。

## 地理
ドバイ首長国本土の南東に位置する面積128.8km2の飛び地。北はラス・アル・ハイマ首長国に、南はオマーンに、北西はアジュマーン首長国の飛び地マスフートに接している。

## 歴史
- 1850年頃 オマーンからドバイ首長国に割譲[2]。
- 1880年代 2つの丸い望楼が建てられた[3]。
- 1896年 ハッタ砦が建造された[3]。
- 1906年 ハジャラインからハッタへ改名。
- 1955年 トルーシャル・オマーンとオマーンの間で紛争が起き、結果的にハッタはドバイ首長国の管轄下にある領土として明確に認められた。
- 2021年 ドバイ2040都市マスタープランの一環として「ハッタ・マスター開発計画」を立ち上げた[4]。この計画は、ハッタをビジネス、投資、観光のための魅力的な国内外の目的地に変えることも目的としている。

## スポーツ
- ハッタ・クラブ（英語版）…UAEプロリーグに所属しているサッカークラブ

## ギャラリー

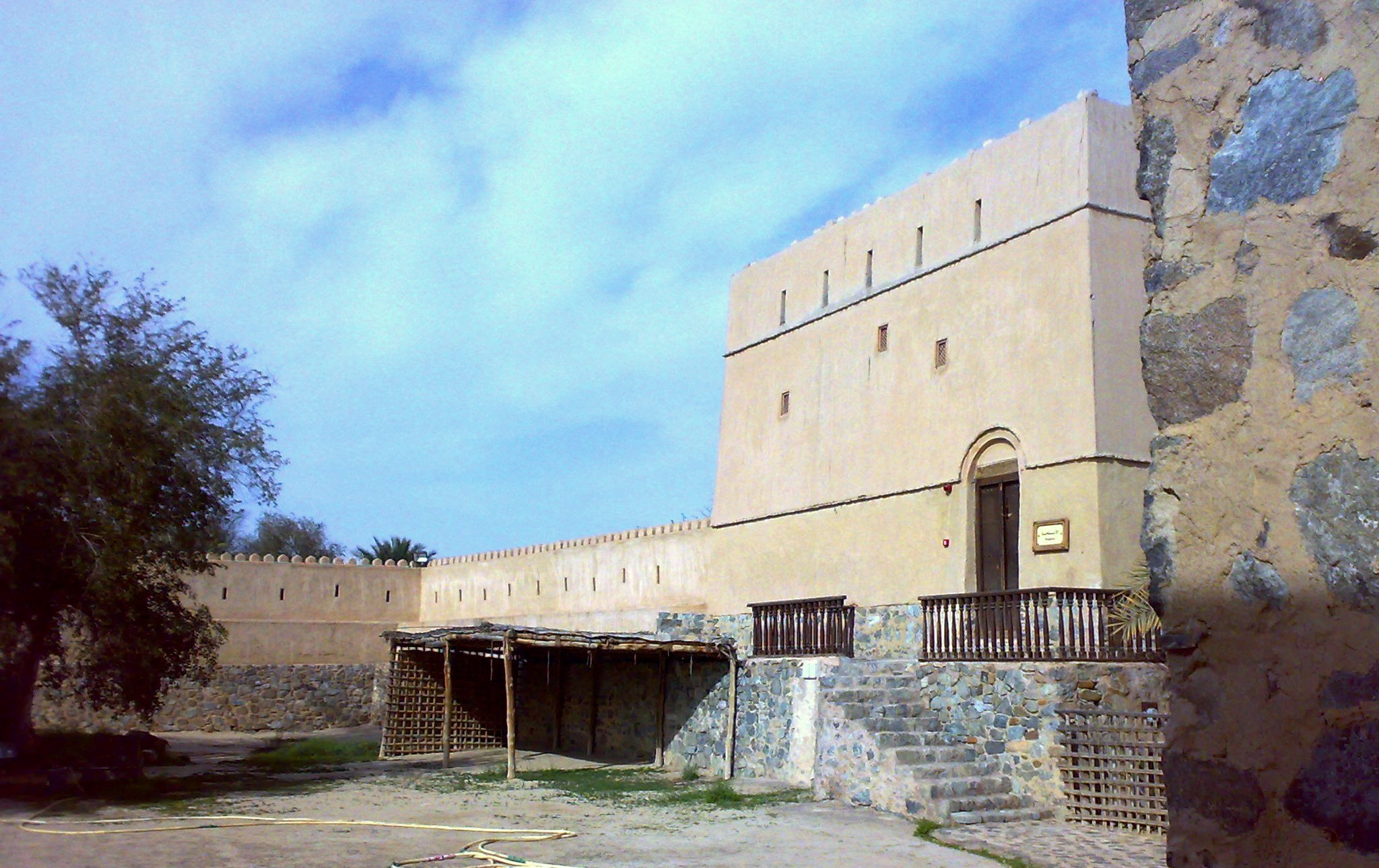
ハッタ塔
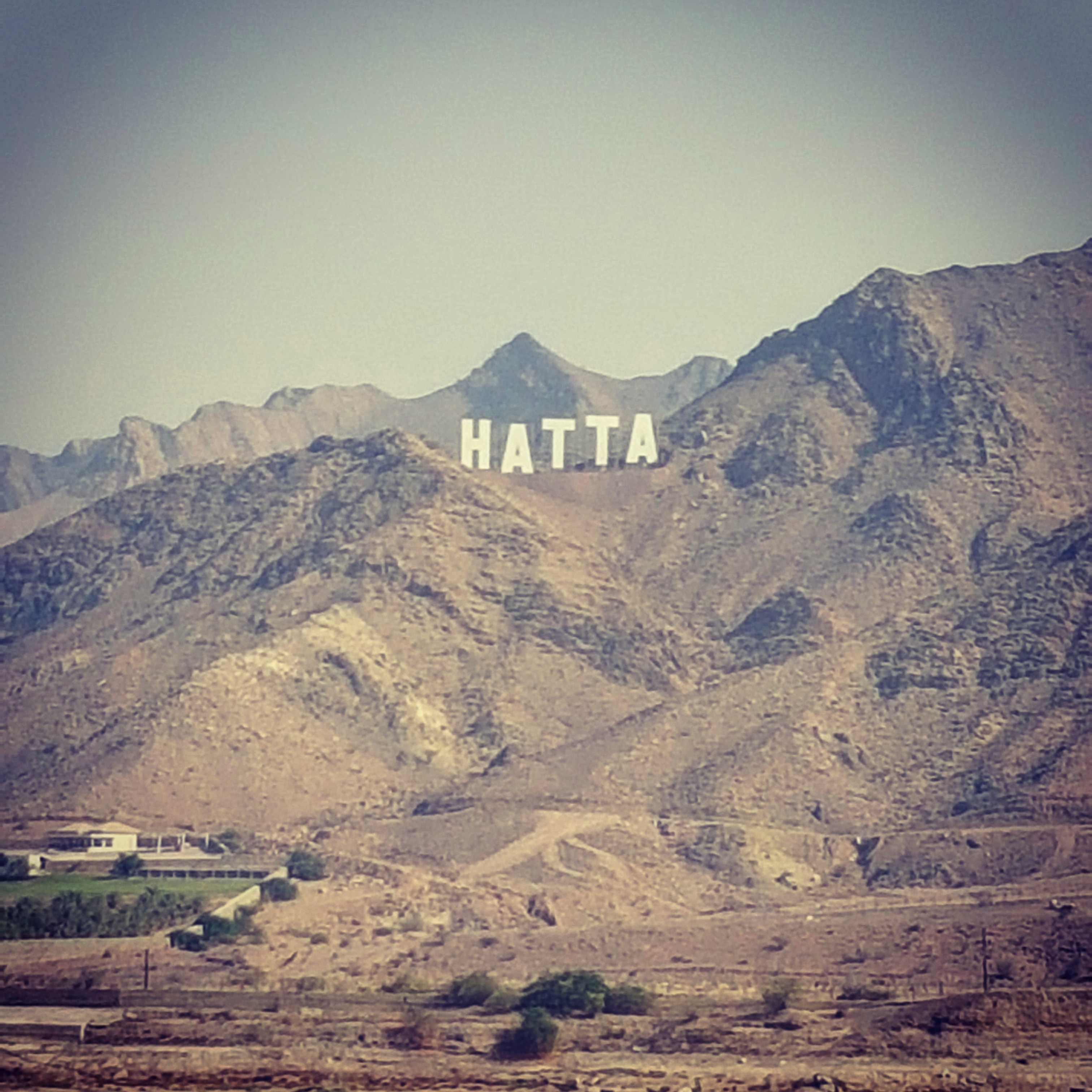
ハッタの文字看板
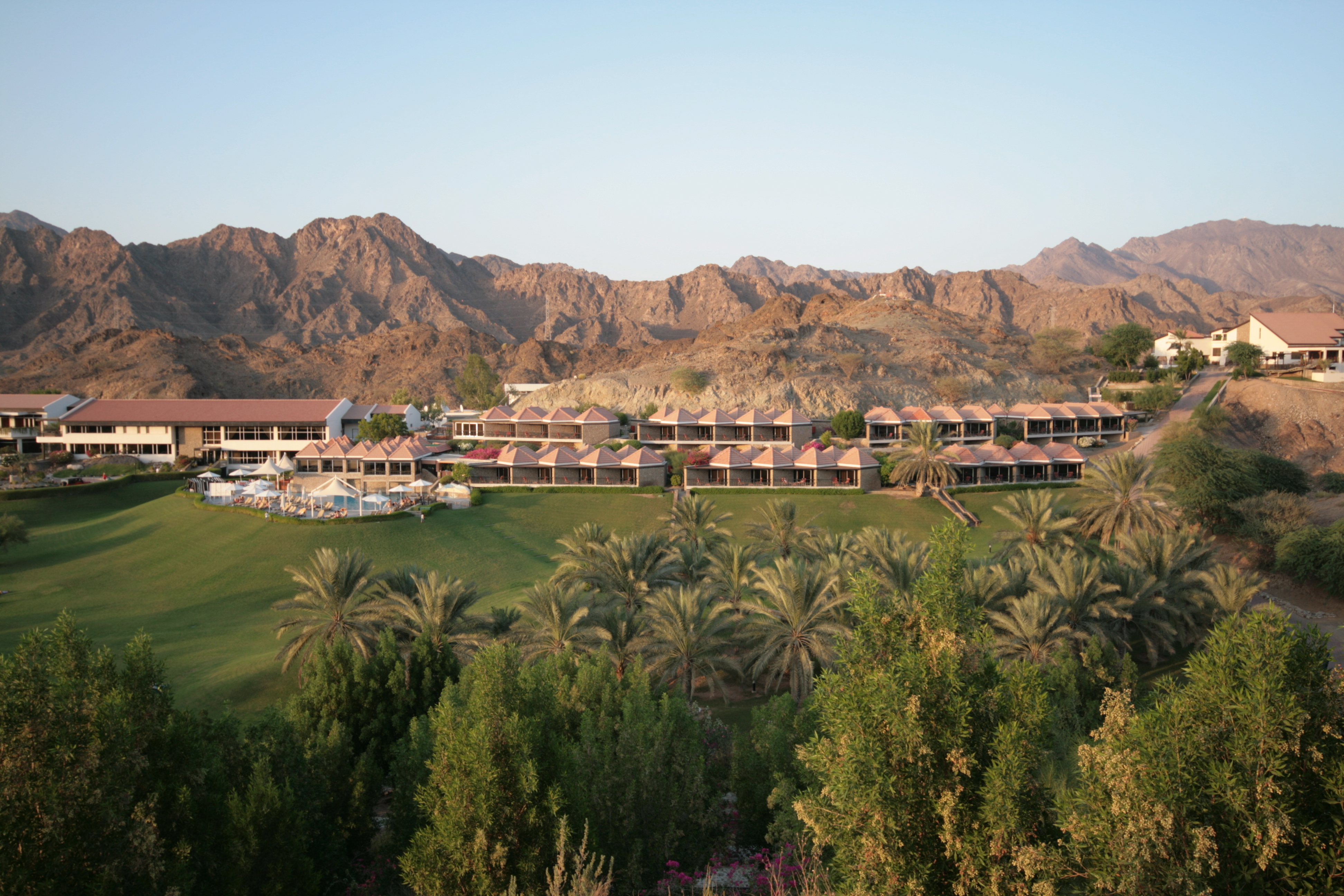
Hatta Fort Hotel